# Cinnamon (interface de usuário)
O Cinnamon é uma interface gráfica desenvolvida pela equipe do Linux Mint. Ele é um 'fork' (uma modificação) do GNOME.
Como o fator distintivo do Linux Mint, o Cinnamon recebeu uma cobertura favorável da imprensa, em particular por sua facilidade de uso e curva de aprendizagem suave. Com relação ao seu modelo de design, o Cinnamon é semelhante aos ambientes de desktop: GNOME 2, GNOME Flashback, MATE e Xfce.
É a interface padrão do Linux Mint, mas também está disponível em outras distribuições GNU/Linux, como Fedora, Manjaro Linux, Debian, openSUSE, Sabayon Linux, Ubuntu entre outras.

## História

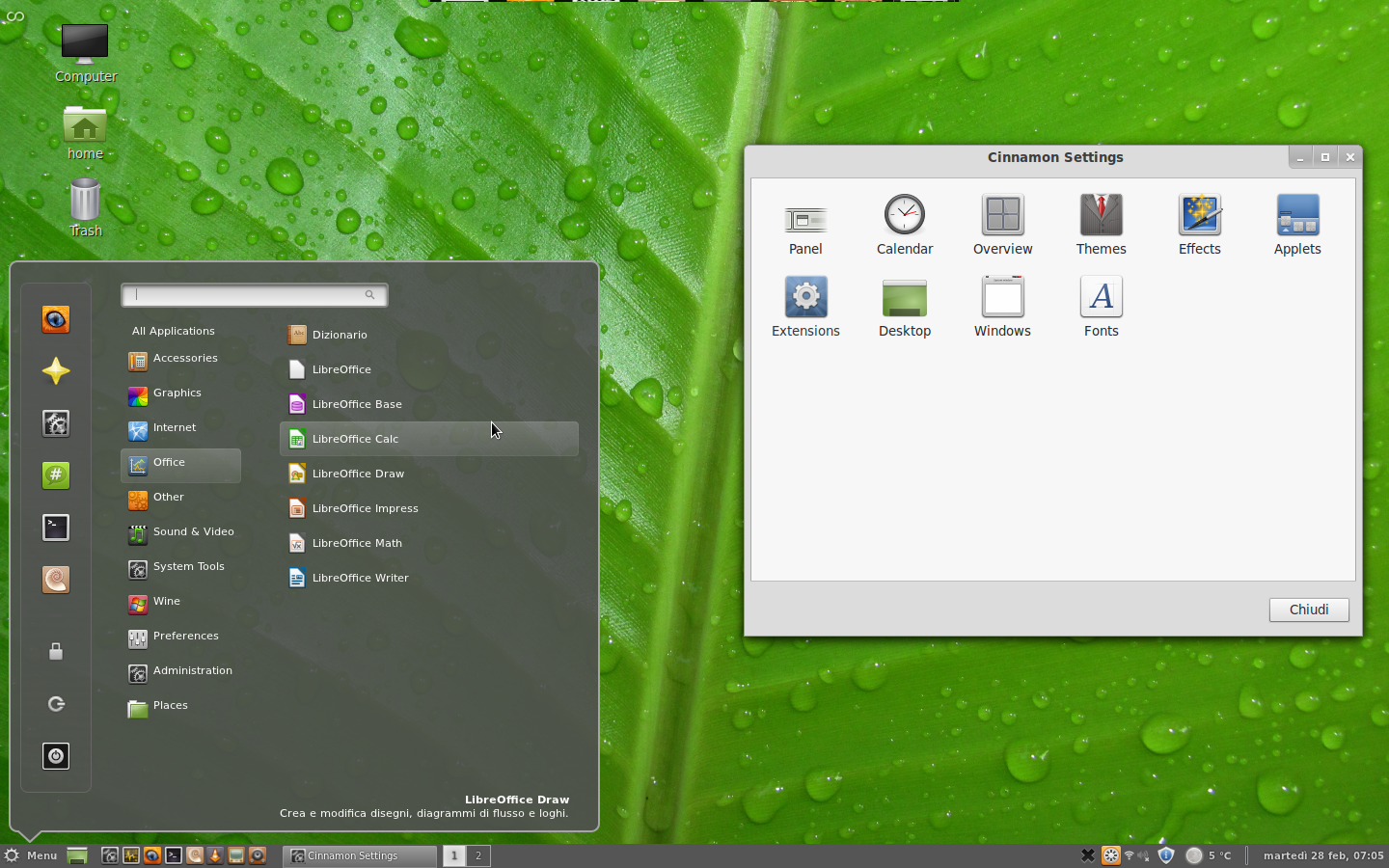
Linux Mint 12 com Cinnamon 1.3.1.

Como vários outros ambientes de desktop baseados no GNOME, incluindo o Unity da Canonical, o Cinnamon foi um produto da insatisfação com o abandono de uma experiência de desktop tradicional em abril de 2011. Até então, o GNOME tinha incluído a metáfora tradicional do desktop, mas o GNOME 3 foi substituído pelo GNOME Shell, uma metáfora abstrata severamente reduzida que não possuía um painel tipo barra de tarefas e outros recursos básicos de um desktop convencional. A eliminação desses recursos elementares era inaceitável para os desenvolvedores de distribuições como o Linux Mint e o Ubuntu, que são focados em usuários que desejam interfaces com as quais ficariam imediatamente confortáveis.
Para superar essas diferenças, a equipe do Linux Mint começou a desenvolver extensões para o Shell do GNOME para substituir os recursos abandonados. Os resultados desse esforço foram as "Mint GNOME Shell Extensions" (MGSE). Enquanto isso, o ambiente de desktop MATE também foi bifurcado do GNOME 2. O Linux Mint 12, lançado em novembro de 2011, incluiu os dois, dando aos usuários a escolha do GNOME 3-com-MGSE ou de um desktop GNOME 2 tradicional.
No entanto, mesmo com o MGSE, o GNOME 3 ainda estava perdendo os confortos do GNOME 2 e não foi bem recebido pela comunidade de usuários. Na época, alguns dos recursos ausentes não podiam ser substituídos por extensões, e parecia que as extensões não seriam viáveis a longo prazo. Além disso, os desenvolvedores do GNOME não eram receptivos às necessidades dos desenvolvedores do Mint. Para dar aos desenvolvedores do Mint um controle melhor sobre o processo de desenvolvimento, o GNOME Shell foi bifurcado como 'Projeto Cinnamon' em janeiro de 2012.
Gradualmente, vários aplicativos principais foram adaptados pelos desenvolvedores do Mint. Começando com a versão 1.2, lançada em janeiro de 2012, o gerenciador de janelas do Cinnamon é o Muffin, que originalmente era uma bifurcação do Mutter do GNOME 3.Da mesma forma, desde setembro de 2012 (versão 1.6 em diante), o Cinnamon inclui o gerenciador de arquivos Nemo que foi bifurcado do Nautilus. O Cinnamon-Control-Center, incluído desde maio de 2013 (versão 1.8 em diante), combina a funcionalidade do GNOME-Control-Center com o Cinnamon-Settings e permite gerenciar e atualizar applets, extensões, desklets e temas através do Centro de Controle. O Gnome-Screensaver também foi bifurcado e agora é chamado de Cinnamon-Screensaver.
Desde outubro de 2013 (versão 2.0 em diante), o Cinnamon não é mais um frontend em cima da área de trabalho do GNOME, como o Unity ou o GNOME Shell, mas um ambiente de desktop separado por si só. Embora o Cinnamon ainda seja baseado nas tecnologias do GNOME e use o GTK+, ele não precisa mais instalar o próprio GNOME.

## Histórico de lançamentos
| Histórico de lançamentos | Histórico de lançamentos | Histórico de lançamentos                                                                          | Histórico de lançamentos                                                   | Histórico de lançamentos | Histórico de lançamentos |
| Versão                   | Data                     | depende de GTK+ (lançado)                                                                         | Disponível em                                                              | Informação |                          |
| ------------------------ | ------------------------ | ------------------------------------------------------------------------------------------------- | -------------------------------------------------------------------------- | --- | ------------------------ |
| 1.4                      | 2012-05-22               | 3.4 (2012-03-26)                                                                                  | Linux Mint 13                                                              | Primeiro grande lançamento do Cinnamon |                          |
| 1.6                      | 2012-11-20               | 3.4 (2012-03-26)                                                                                  | Linux Mint 14                                                              | |                          |
| 1.8                      | 2013-05-13               | 3.4 (2012-03-26)                                                                                  | Linux Mint 15                                                              | |                          |
| 2.0                      | 2013-11-30               | 3.8 (2013-05-13)                                                                                  | Linux Mint 16, Fedora EPEL 7                                               | Cinnamon agora um ambiente de desktop completo |                          |
| 2.2                      | 2014-05-31               | ≥ 3.9.12                                                                                          | Linux Mint 17, Debian 8 "Jessie"                                           | |                          |
| 2.4                      | 2014-11-29               | ≥ 3.9.12                                                                                          | Linux Mint 17.1                                                            | |                          |
| 2.6                      | 2015-06-30               | ≥ 3.9.12                                                                                          | Linux Mint 17.2, Fedora 21 e 22                                            | |                          |
| 2.8                      | 2015-12-05               |                                                                                                   | Linux Mint 17.3, Fedora 23                                                 | |                          |
| 3.0                      | 2016-04-26               |                                                                                                   | Linux Mint 18 (baseado no Ubuntu 16.04 LTS), Debian 9 "Stretch", Fedora 24 | |                          |
| 3.2                      | 2016-11-07               | GTK ≥ 3.12 (2014-03-25), GIO ≥ 2.35.0, Clutter ≥ 1.10.0, GOBJECT_INTROSPECTION ≥ 0.9.2, GJS≥2.3.1 | Linux Mint 18.1, Fedora 25, Ubuntu 17.04                                   | |                          |
| 3.4                      | 2017-05-07               |                                                                                                   | Linux Mint 18.2                                                            | Grade de desktop, suporte wildcard em busca de arquivos, configurações multi-processo daemon, ações de área de trabalho no lançador de painel, processos separados para manipulação de área de trabalho e gerenciador de arquivos no Nemo. |                          |
| 3.6                      | 2017-10-24               |                                                                                                   | Linux Mint 18.3                                                            | |                          |
| 3.8                      | 2018-04-24               |                                                                                                   | Linux Mint 19                                                              | |                          |
| 4.0                      | 2018-10-04               |                                                                                                   | Linux Mint 19.1                                                            | |                          |

## Características
Muito parecida em funcionalidade com a interface dos Windows XP, 2000, Vista e 7, é tida por muitos como a melhor opção para os novos usuários que deles tenham migrado. É uma interface que pode ser amplamente personalizada pois conta com temas, extensões, widgets e aplicativos que podem ser instalados de acordo com a necessidade e preferência dos usuários.

### Componentes de software

Gerenciador de arquivos Nemo é baseado no GNOME Files.

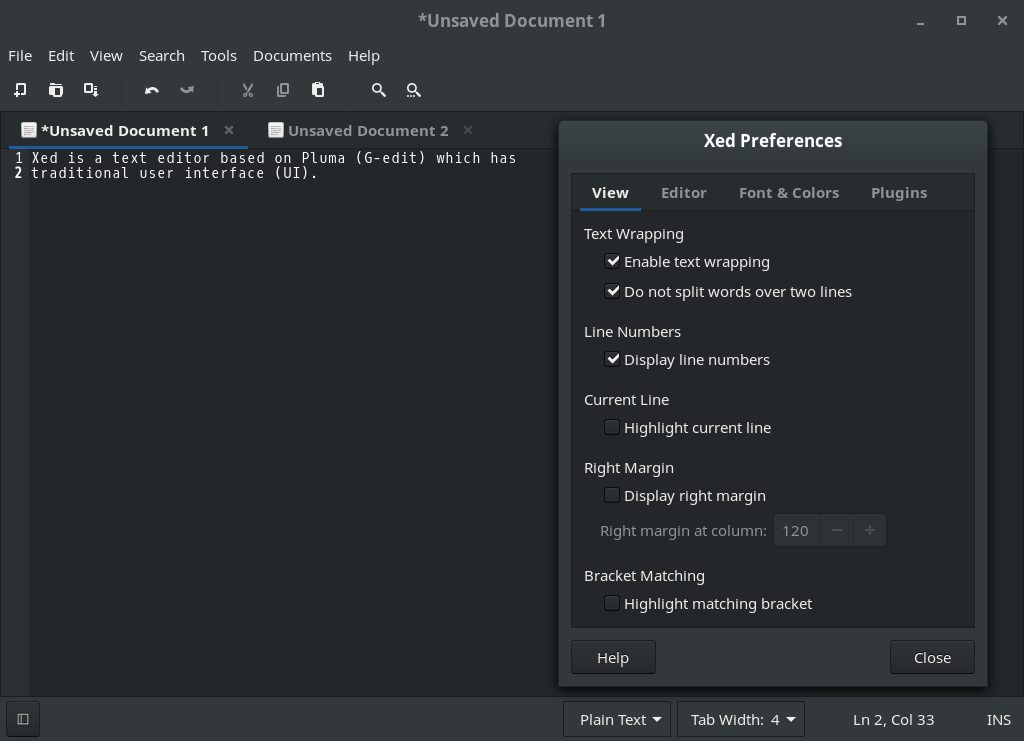
Editor de texto Xed versão 1.2.2.

#### X-Apps
Cinnamon introduz o X-Apps que era baseado no GNOME Core Applications, mas são alterados para funcionar no Cinnamon, MATE e Xfce; eles têm a tradicional interface de usuário(UI).
- Xed é um editor de texto baseado no Gedit / Pluma
- Xviewer é baseado no Eye of GNOME
- Xreader é um visualizador de documentos baseado em Evince / Atril
- Xplayer é um reprodutor de mídia baseado no GNOME Videos (Totem)
- Pix é um organizador de imagens baseado no gThumb

### Recursos
Os recursos fornecidos pelo Cinnamon incluem:
- Efeitos de área de trabalho, incluindo animações, efeitos de transição e transparência usando composição
- Painéis equipados com um menu principal, lançadores, uma lista de janelas e a bandeja do sistema podem ser ajustados à esquerda, direita, superior ou inferior da tela
- Várias extensões
- Applets que aparecem no painel
- Visão geral com funções semelhantes às do GNOME Shell
- Editor de configurações para fácil personalização. Pode-se personalizar:
  - O painel
  - O calendário
  - Temas
  - Efeitos de área de trabalho
  - Applets
  - Extensões

Em 24 de janeiro de 2012, não havia documentação oficial do próprio Cinnamon, embora a maior parte da documentação do GNOME Shell se aplique ao Cinnamon. Há documentação para a edição Cinnamon do Linux Mint, com um capítulo do desktop Cinnamon.

### Modo Overview
Novos modos de visão geral foram adicionados ao Cinnamon 1.4. Estes dois modos são "Expo" e "Scale", que podem ser configurados em Cinnamon Settings.

### Extensibilidade
Cinnamon pode ser modificado por temas, applets e extensões. Os temas podem personalizar a aparência de aspectos do Cinnamon, incluindo, entre outros, o menu, painel, calendário e diálogo de execução. Applets são ícones ou textos que aparecem no painel. São cinco applets por padrão, e os desenvolvedores são livres para criar seus próprios applets. Um tutorial para criar applets simples está disponível. As extensões podem modificar as funcionalidades do Cinnamon, como fornecer um dock ou alterar a aparência do alternador de janela Alt + Tab. Os desenvolvedores podem fazer upload de seus temas, applets e extensões para a página da Cinnamon e permitir que os usuários façam download e os avaliem.

### Galeria

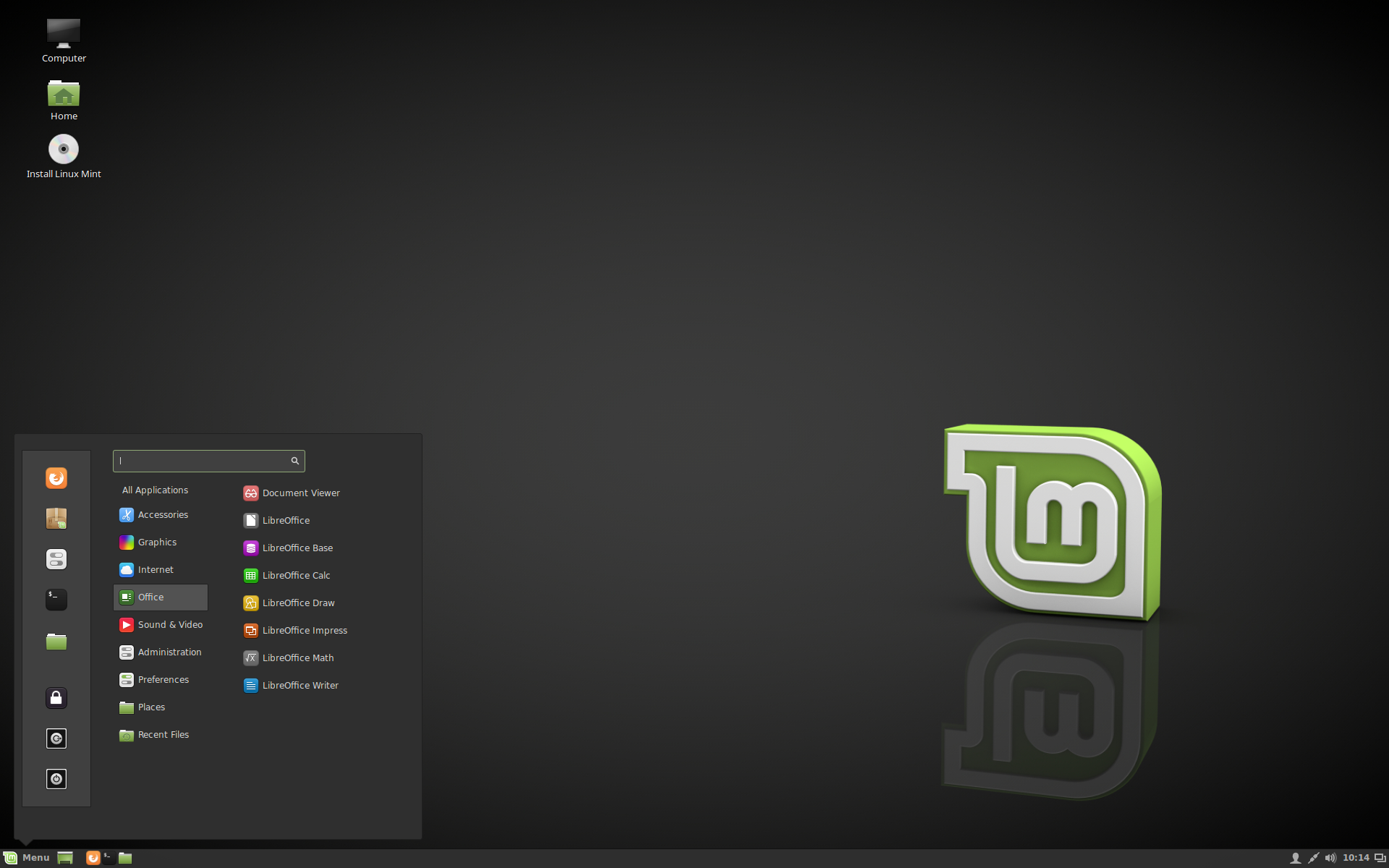
Menu do Cinnamon 3.0.7 no Linux Mint 18 Sarah.
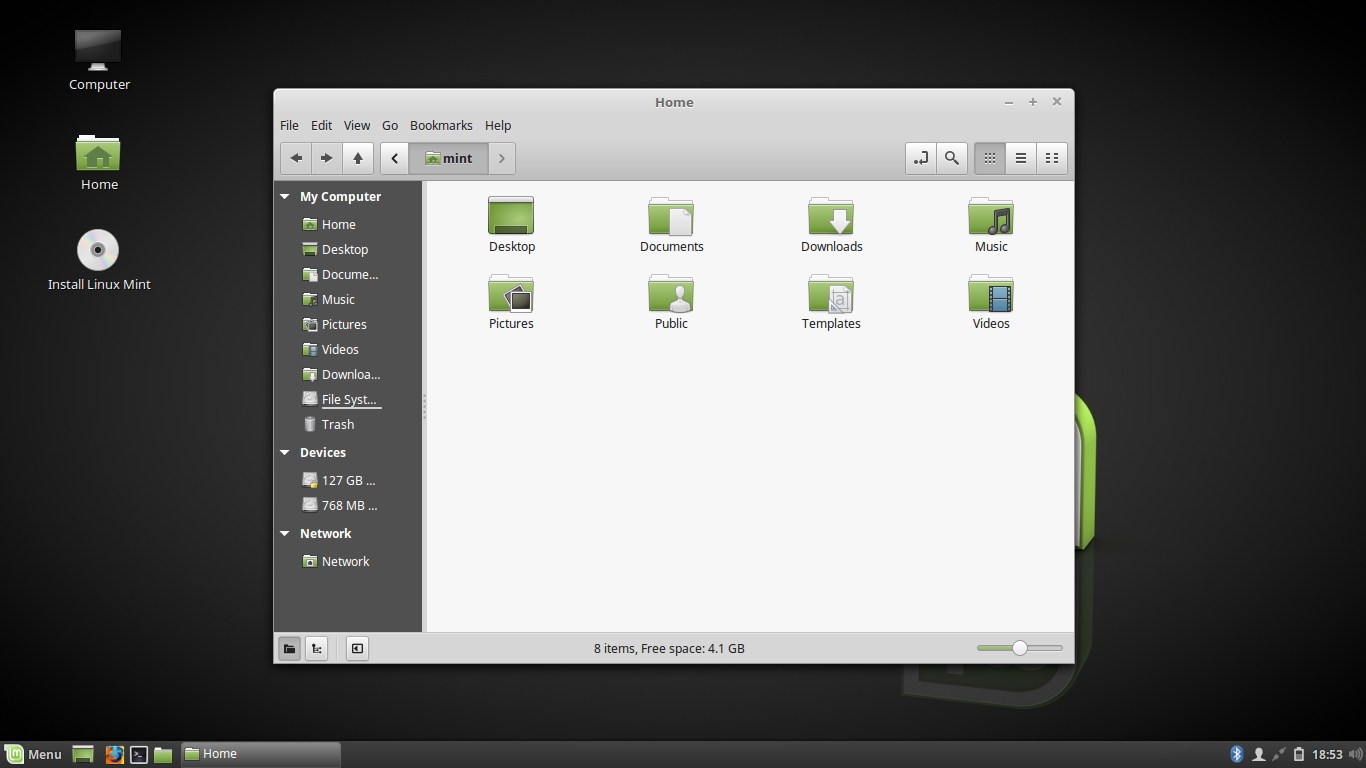
Gerenciador de arquivos Nemo no Linux Mint 18.3.
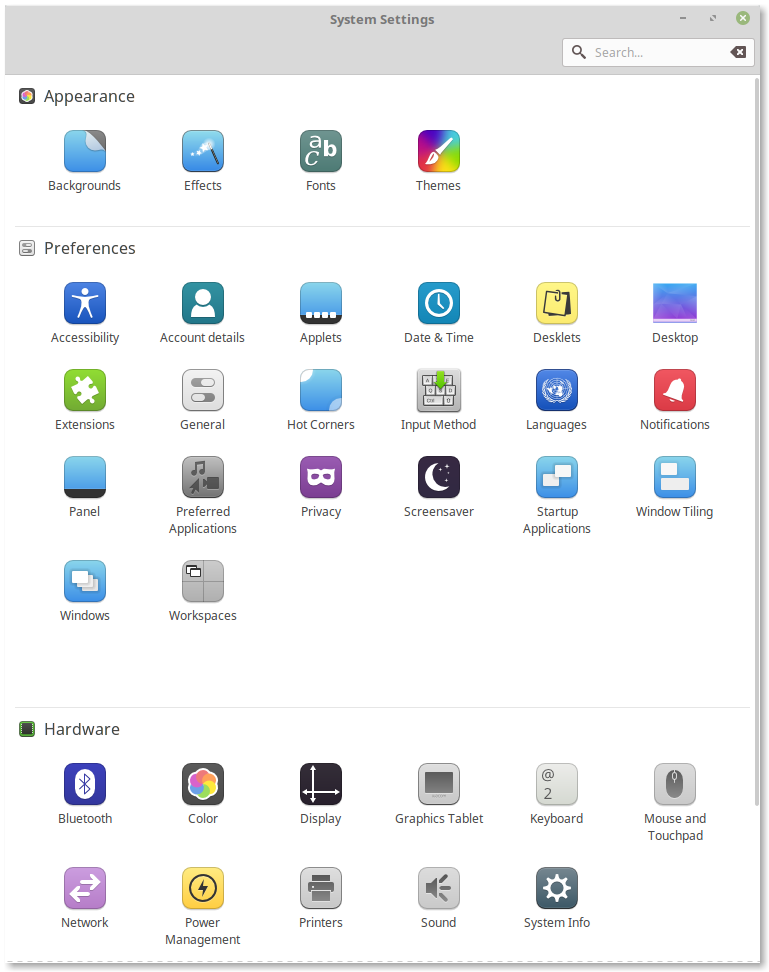
Centro de Controle no Cinnamon 3.2.7.
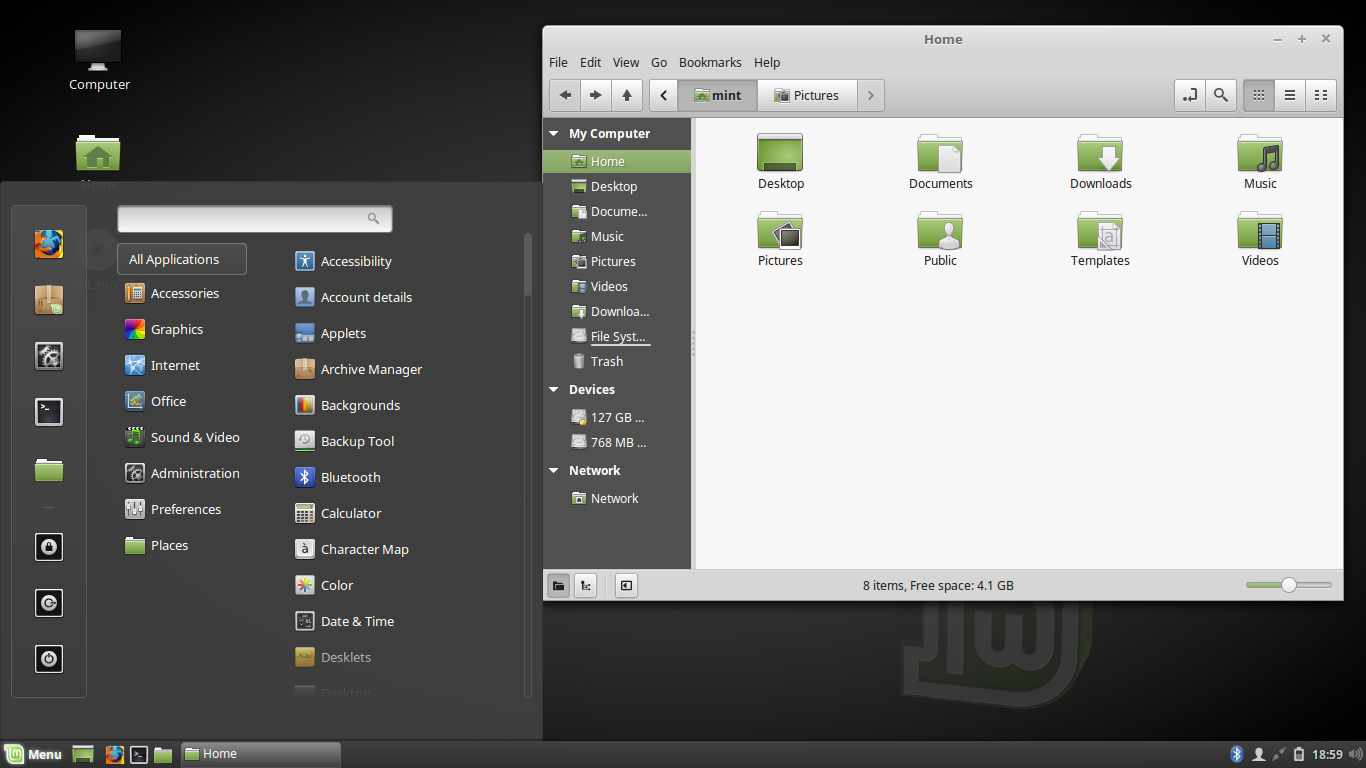
Cinnamon com tema Mint-X no Linux Mint 18.3.
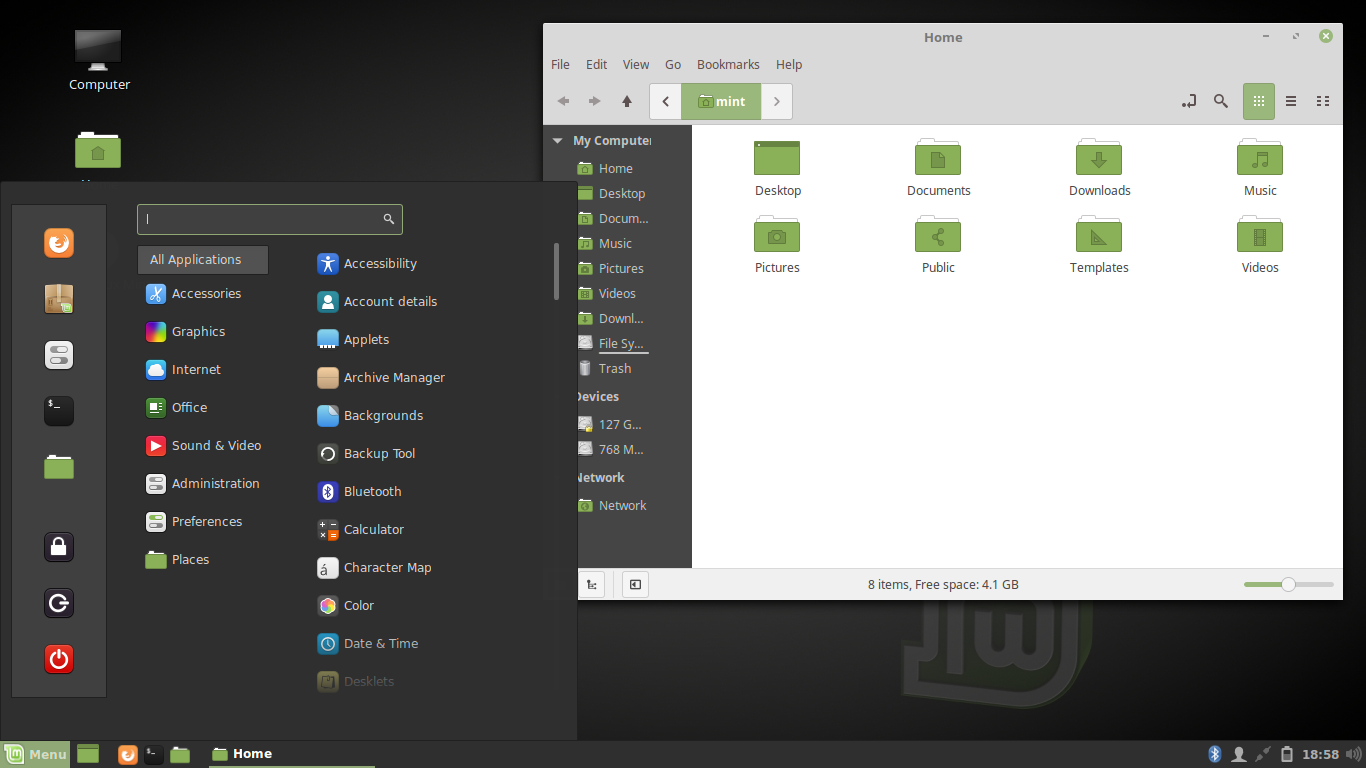
Cinnamon com tema Mint-Y e tema de ícones Suru no Linux Mint 18.3.
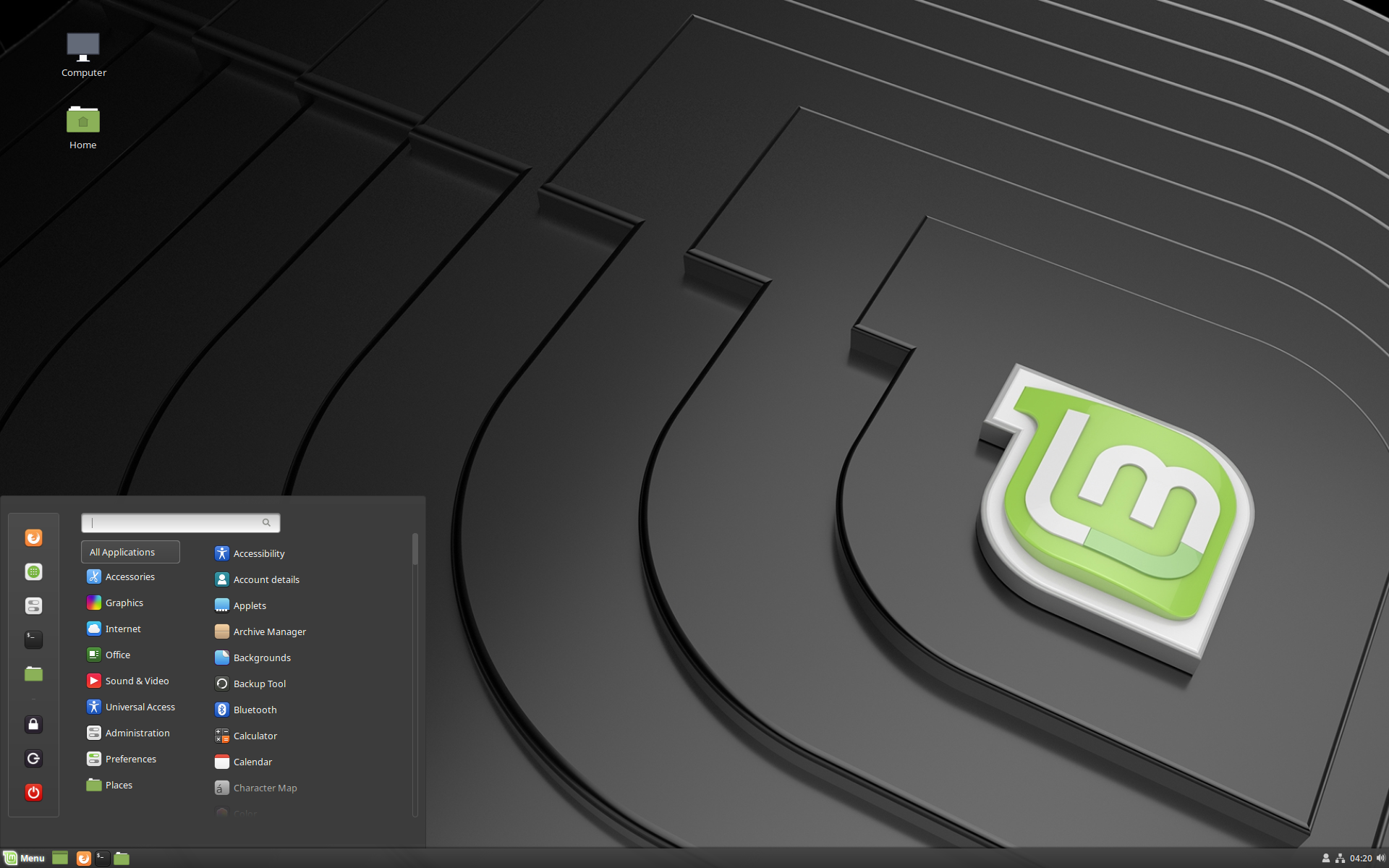
Cinnamon no Linux Mint 19 Tara.
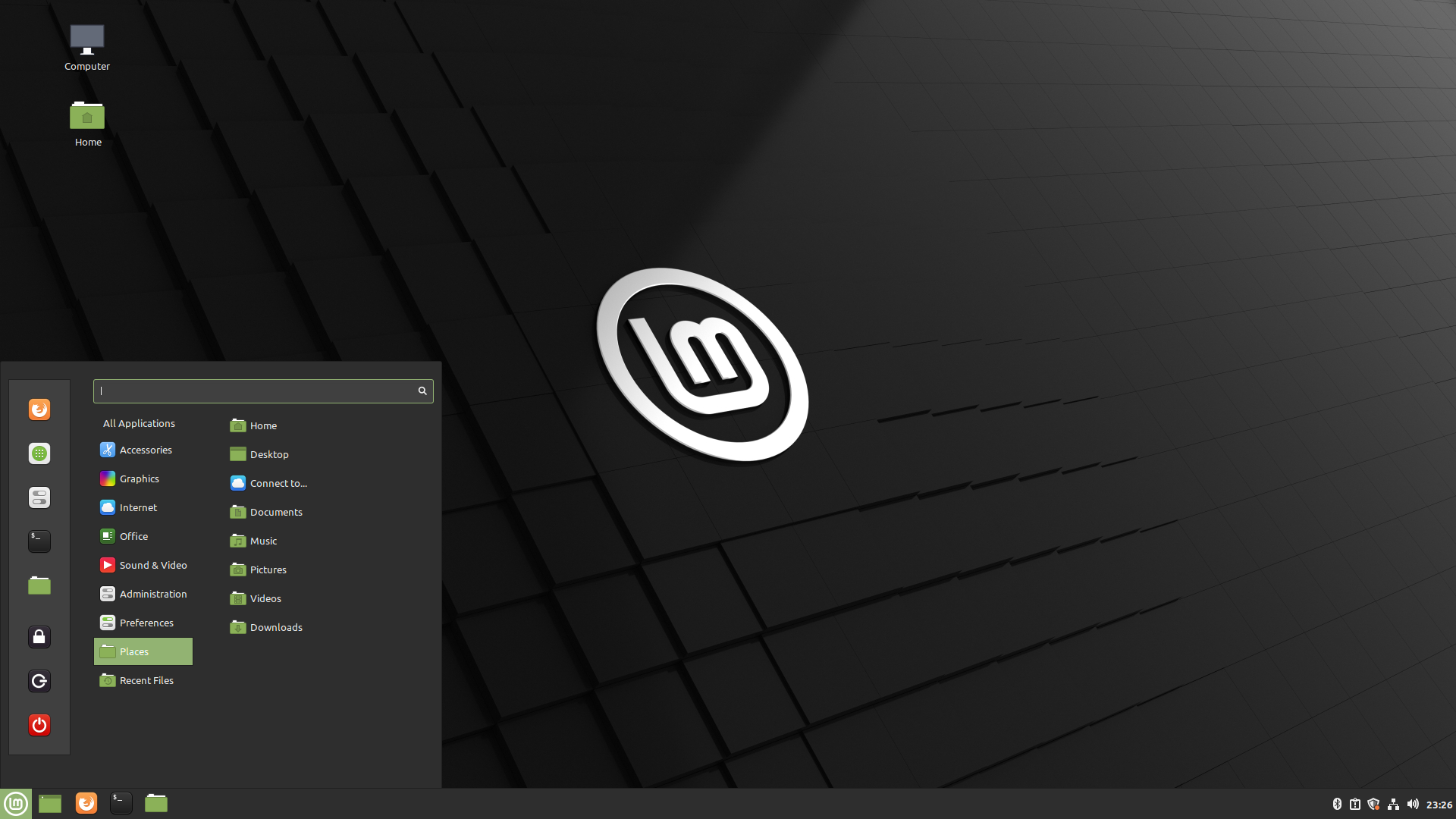
Cinnamon no Linux Mint 20 Ulyana.